# Національний парк «Рідні гори»
Національний парк «Рідні гори» (рум. Parcul Național Munții Rodnei) — охоронна територія (категорія національного парку II МСОП), розташована в Румунії, на адміністративній території повітів Бістріца-Несеуд, Марамуреш і Сучава.

## Розташування
Національний парк "Рідні гори" розташований в горах Родна, частині Східних Карпат   на півночі Румунії.

## Опис

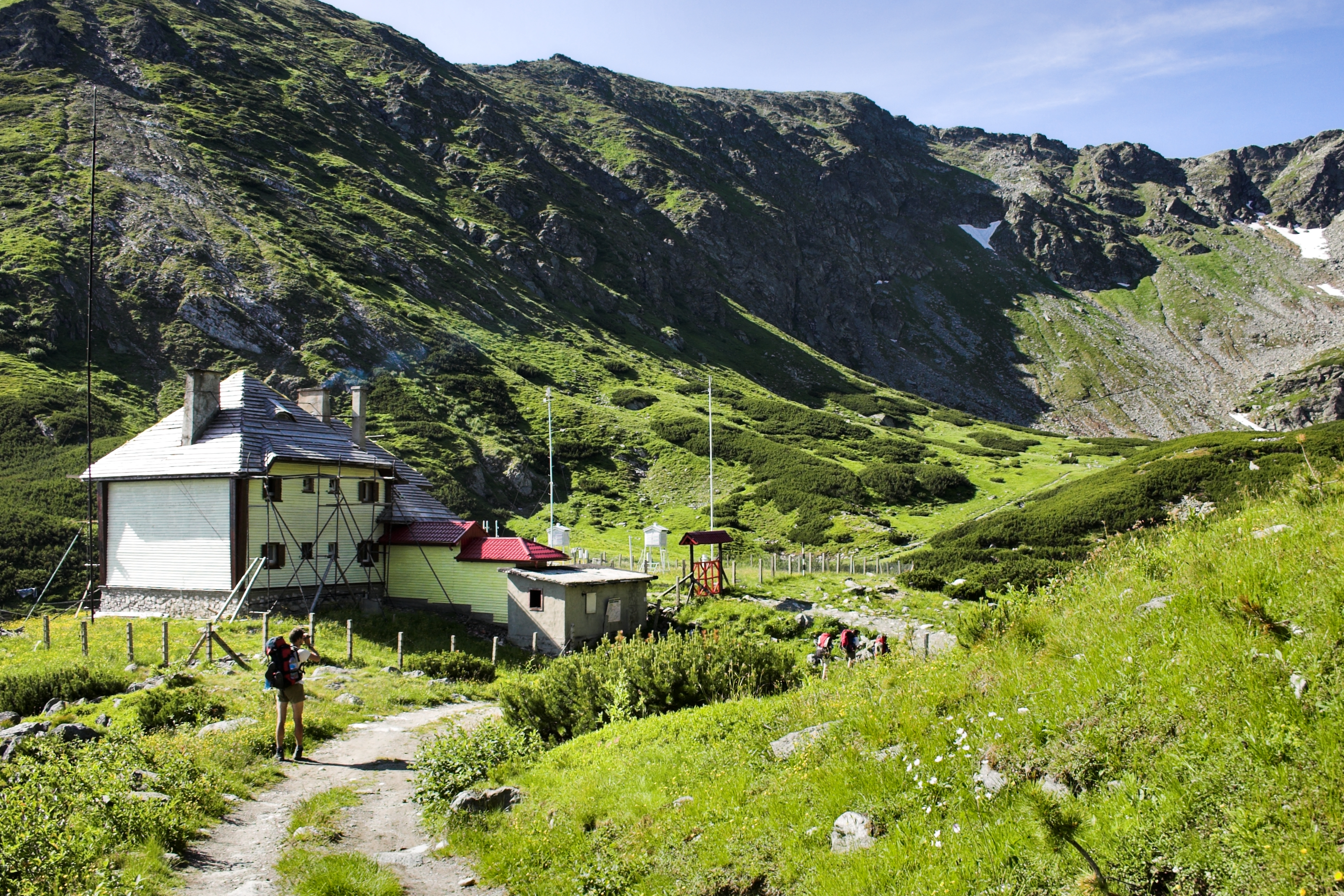
Метеостанція під вершиною Пієтросул-Родней

Національний парк «Рідні гори» має площу 465,99 км2 (179,92 миля2) . Згідно із  Законом № 5 від 6 березня 2000 р.  його було оголошено природною заповідною територією (опубліковано в Monitorul Oficial № 152 від 12 квітня 2000 р.) 
Парк - це гірська територія ( хребти, гірські вершини, кари, ущелини, печери, морени, джерела, долини, ліси та пасовища ), на якої налічується велике різноманіття видів флори та фауни, багато з яких охороняються законом.
Природні заповідники, які входять до складу парку:
- Повіт Бістриця-Несеуд [5]
  - Poiana cu narcise de pe Masivul Saca, 5 га (12 акрів)
  - Інеу-Лала, 2 568 га (6 350 акрів)
  - Izvoarele Mihăiesei, 50 га (120 акрів)
- Марамурешський повіт [6]
  - Izvorul Bătrâna, 0,5 га (1,2 акра)
  - Pietrosu Mare, наукова резервація 3 300 га (8 200 акрів)
  - Piatra Rea, наукова резервація 409 га (1 010 акрів)
- Сучавський повіт [7]
  - Біла-Лала, 325,1 га (803 акри)

## Дивіться також
- Природний парк Марамурешських гір
- Природоохоронні території Румунії
- Родні гори